# Carl Bennedich

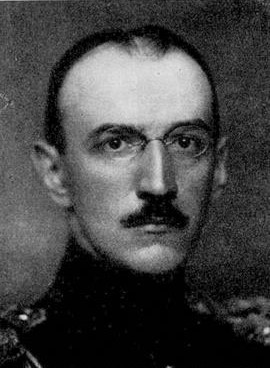
Carl Bennedich

Carl Bennedich (* 5. Juni 1880 in Falkenberg; † 3. März 1939 in Linköping) war ein schwedischer Offizier und Militärhistoriker.
Bennedich, der Sohn eines Zimmermanns, war ab 1906 Leutnant und ab November 1914 Stabsadjutant und dann Hauptmann im Generalstab. 1922 wurde er Major und 1926 Oberstleutnant. 1916 bis 1920 war er Lehrer an der Kriegshochschule. 1919 wurde er Hauptmann der Leibgarde. 1922 bis 1928 leitete er die Geschichtsabteilung im Generalstab. Er war zuletzt Oberst.
Er war Schüler von Arthur Stille (er erstellte für dessen Buch von 1908 über die Strategie von Karl XII in Russland die Karten) und gab 1918/19 die Geschichte der Feldzüge von Karl XII. des schwedischen Generalstabs heraus (wobei er auch Hauptautor war). Die Erstellung war vom Leiter des Generalstabs General K. G. Bildt aus Anlass des 200. Todestages von Karl XII. beschlossen worden. Bennedich hatte 1911 auf einer Studienreise die Schlachtfelder des Nordischen Krieges in Russland besucht, unter anderem Poltawa (er bereiste auch Finnland zu Studien der Eroberung des Landes durch Schweden in der ersten Hälfte des 17. Jahrhunderts).
1914 mischte er sich in die schwedische Politik ein, indem er mit Sven Hedin eine Rede für den König verfasste, der konservative Proteste gegen die Abrüstungspolitik der liberalen Regierung unter Karl Staaff zum Ausdruck brachte (insbesondere die Kürzung im Programm von Schlachtschiffen der Dreadnought-Klasse). Sie wurde vom König anlässlich einer großen Protestkundgebung von konservativen Landwirten im Innenhof des Stockholmer Schlosses gehalten, wurde als Borggårdstalet bekannt und löste eine innenpolitische Krise (Borggårdskrisen) aus.
1926 veröffentlichte er eine Geschichte der schwedischen Leibgarde (Livgarde).
Seine Witwe zog später nach Falkenberg und starb 1953. Er hatte zwei Söhne. Sein Sohn Carol Bennedich (1905–1994) war Oberst und 1944 bis 1948 Militärattaché in Moskau. Während dieser Zeit war er auch mit der Affäre um das Verschwinden von Raoul Wallenberg befasst. 1965/66 war er Leiter der schwedischen Überwachungskommission in Korea.

## Schriften
- Karl XII:s krigföring 1707–1709 och krigsskådeplatsens natur och kultur, Karol. förb. årsbok, 1911, S. 1–122
- Herausgeber und Autor: Karl XII på slagfältet, 4 Bände, Stockholm 1918, 1919 (Schwedischer Generalstab)
- Ur det gamla gardets öden: en teckning till Kungl. Svea lifgardes minnesfest 1926, Stockholm 1926